# Marvin's Maze
Marvin's Maze (マービンズメイズ?, Mābinzu Meizu) è un videogioco d'azione per arcade edito nel 1983 da SNK.
È incluso esclusivamente nella raccolta per PlayStation Portable SNK Arcade Classics 0, uscita nel 2011 solo in Giappone.

## Modalità di gioco
Il gameplay di Marvin's Maze è un ibrido tra Pac-Man e Crystal Castles. Il giocatore veste i panni di Marvin, una creatura aliena blu con grandi occhi che vive pacificamente nel suo labirinto finché non iniziano ad apparire i robot chiamati Robonoidi.
Ogni labirinto ha una visuale isometrica ed è composto da due strati che vengono percorsi avanti e indietro raggiungendo gli angoli. Intorno ai labirinti ci sono palline che fanno guadagnare punti, così come Robonoidi che seguiranno Marvin per toccarlo e togliere così una vita al giocatore. Vi sono due modi di superare un livello in questo titolo, ovvero raccogliere tutte le palline o eliminare tutti i Robonoidi. Questi ultimi vengono sconfitti da Marvin qualora egli colga una grossa pallina che lo fa diventare rosso e gli spari una sola volta del laser, oppure attirandoli in trappole presenti sul palco (ne può cadere però solo uno).